# Rue Montgallet
Pour les articles homonymes, voir Montgallet.
La rue Montgallet est une voie du quartier de Picpus du 12e arrondissement de Paris.

## Situation et accès
Elle débouche sur l'avenue Daumesnil et croise la rue de Charenton.
La rue Montgallet est accessible à proximité par la ligne 8 du métro à la station Montgallet, dont l'accès en surface se situe au niveau de la rue de Reuilly et de la place Sarah-Monod.
Une passerelle de la Coulée verte René-Dumont traverse le bas de la rue Montgallet et un escalier donne accès au Jardin de Reuilly et à la Coulée verte.

## Historique

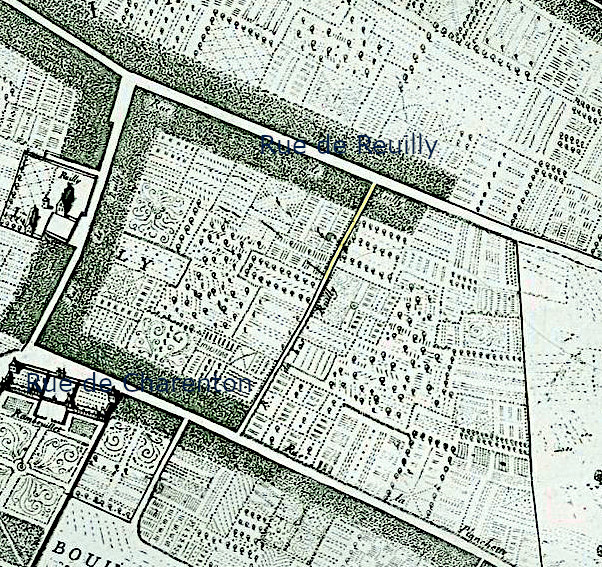
La rue du Bas-Reuilly (Montgallet) sur le plan de Jouvin de Rocherfort de 1672. Cette voie relie la rue de la Planchette (rue de Charenton) à celle de Reuilly.

Cette voie, très ancienne, est tracée sur le plan de Jouvin de Rochefort de 1672.
Cette voie qui figure sur le plan de Jouvin de Rochefort de 1672 à l'état de chemin est appelée « rue des Six-Chandelles » au XVIIe siècle puis « rue du Bas-Reuilly » en 1672 du fait de sa position dans la campagne qui environne le lieu-dit Reuilly, aujourd'hui étendue du quartier de Reuilly. Elle aurait ensuite été désignée sous le nom de « petite rue de Reuilly ».
Elle porte, en 1709, le nom de « rue Mangallée », du nom d'un lieu-dit, qui sera transformé en « rue Maugallée », « rue du Mont-Gallet » en 1760 puis « rue Mongallet » en 1775.

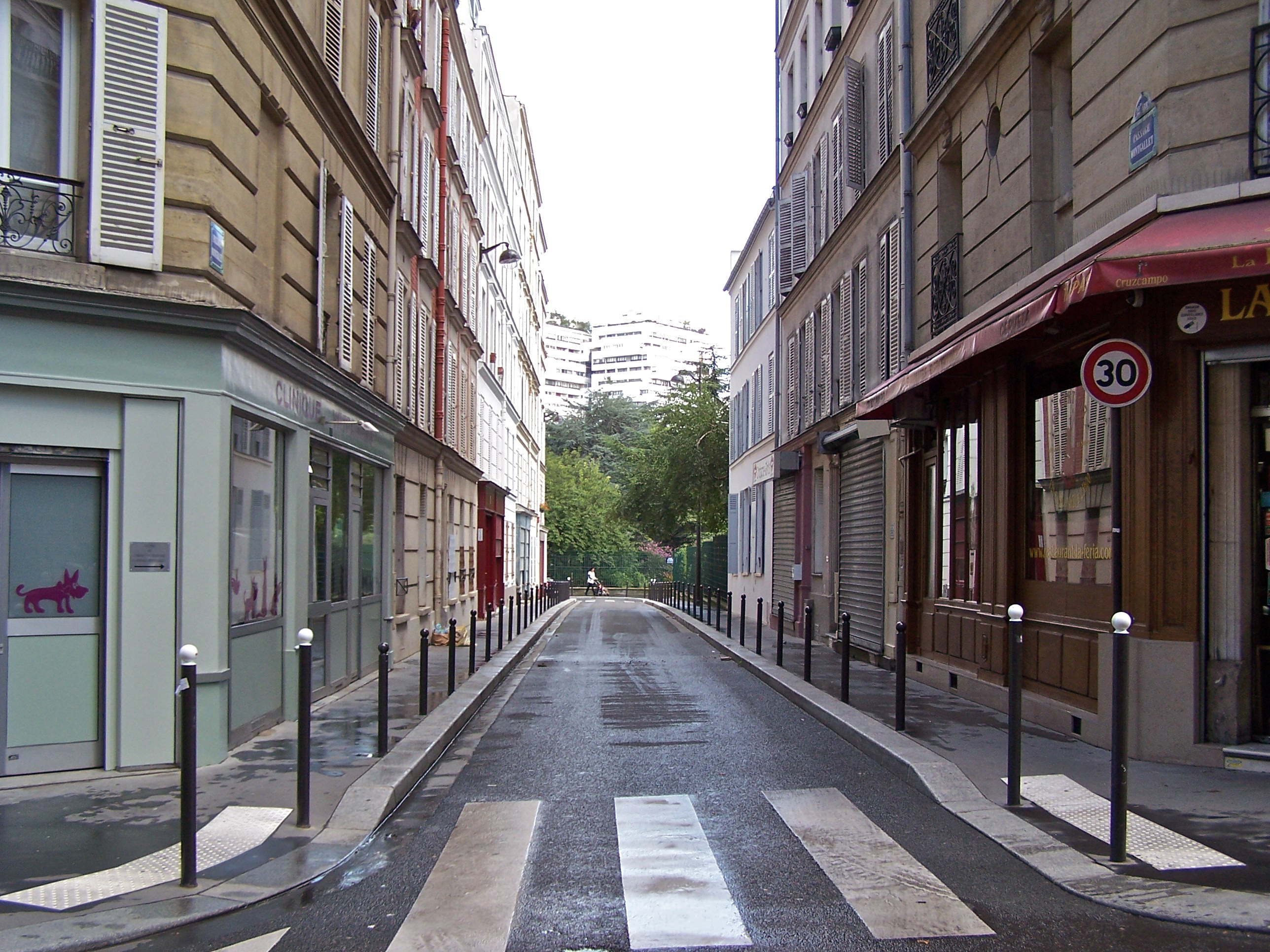
Vue du passage Montgallet depuis la rue Montgallet.

Elle est formée en tant que « rue », en 1802, par son propriétaire.
Le 1er avril 1918, durant la Première Guerre mondiale, les nos 27, 29 et 40 rue Montgallet sont touchés lors d'un raid effectué par des avions allemands.
Le résistant communiste Pierre Rebière est arrêté le 15 décembre 1941 au no 32 passage Montgallet par les brigades spéciales, torturé, puis remis aux autorités allemandes. Il est mort fusillé le 5 octobre 1942, à 33 ans, au stand de tir de Balard à Paris.

## Bâtiments remarquables et lieux de mémoire
- Cette rue bordait le couvent des religieuses de la Trinité dont l'entrée était située rue Érard.
- Le no 18 abritait au XIXe siècle une usine de produits chimiques[5].
- Au no 19, plusieurs éléments du décor d'une ancienne boulangerie sont inscrits aux monuments historiques[6].

## Informatique

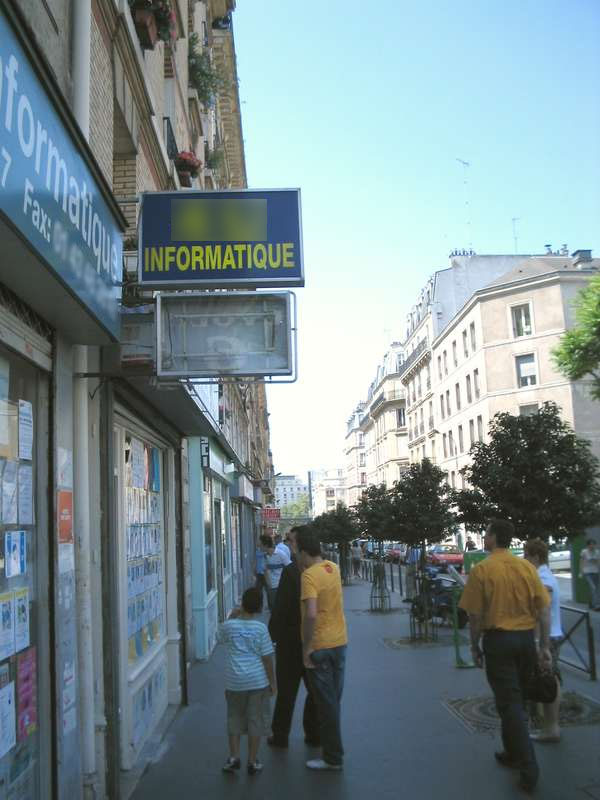
Magasins d'informatique.

La rue et ses environs sont connus pour regrouper une importante communauté de vendeurs de matériel informatique, pour beaucoup d'origine asiatique,,. Ils s'y sont implantés depuis l'installation en 1995 de l'enseigne Surcouf qui quitte l'avenue Philippe-Auguste pour l'avenue Daumesnil avoisinante et crée un pôle d'attraction dont les petits revendeurs ont profité.
Le 6 mars 2006, la Gendarmerie nationale effectue une « descente » dans quatorze magasins d'informatique pour démanteler un réseau d'importation de CD et DVD vierges, ces magasins baissant leurs prix en échappant notoirement à la TVA et la taxe sur la copie privée.
En mars 2012, Surcouf se place en cessation de paiement et le 10 novembre 2012, son magasin de l'avenue Daumesnil ferme définitivement ses portes après dix-sept ans de présence dans le quartier.

## Apparitions dans des films
L'intersection de la rue Montgallet et de la rue de Charenton apparaît brièvement dans l'épisode 5 de la saison 2 de la série Falco.

## Galerie

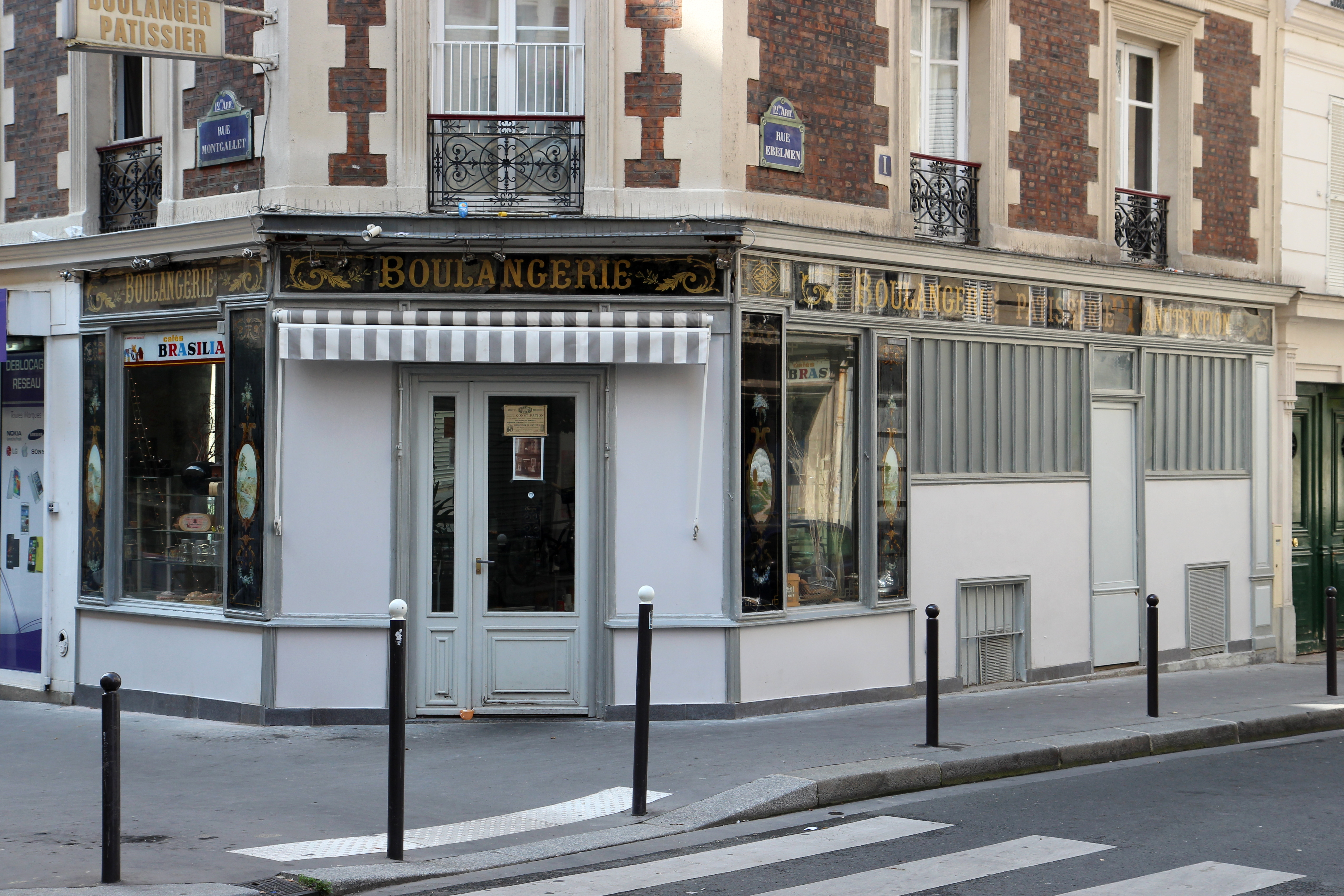
Boulangerie au numéro 19, inscrit aux monuments historiques (fin XIXe siècle).
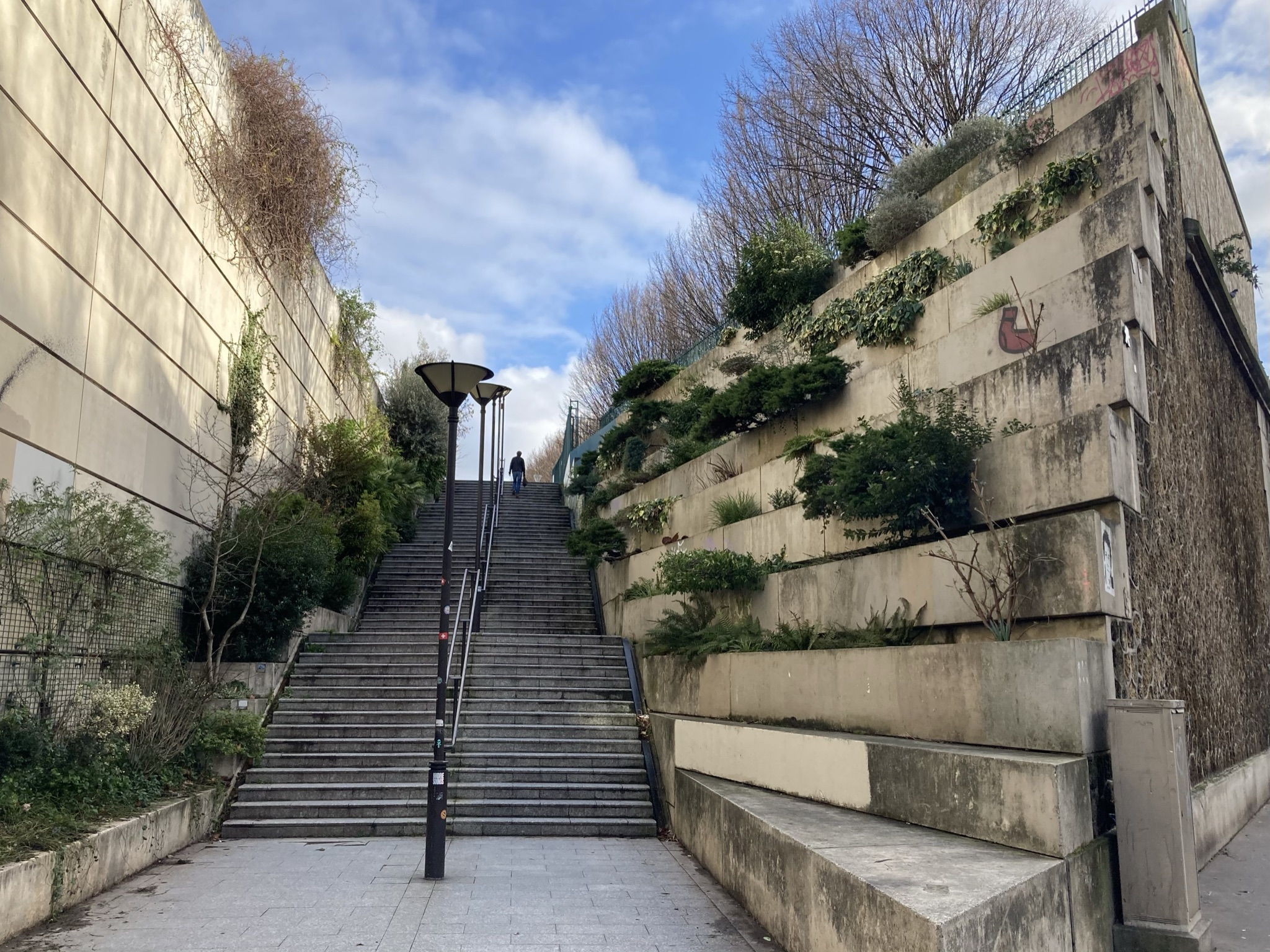
Vue de l’escalier donnant accès au Jardin de Reuilly depuis la rue Montgallet.
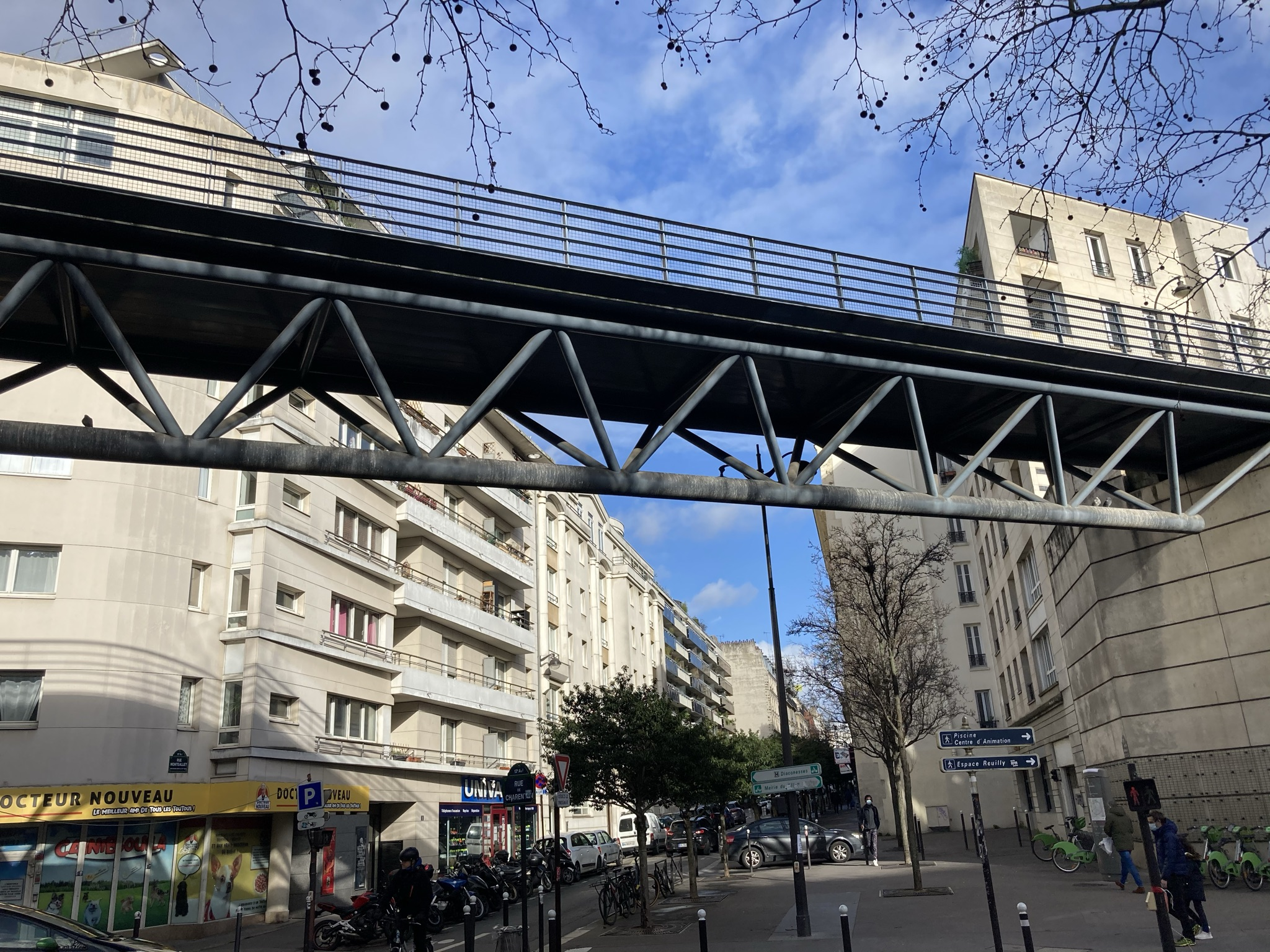
La passerelle de la Coulée verte qui traverse la rue Montgallet.
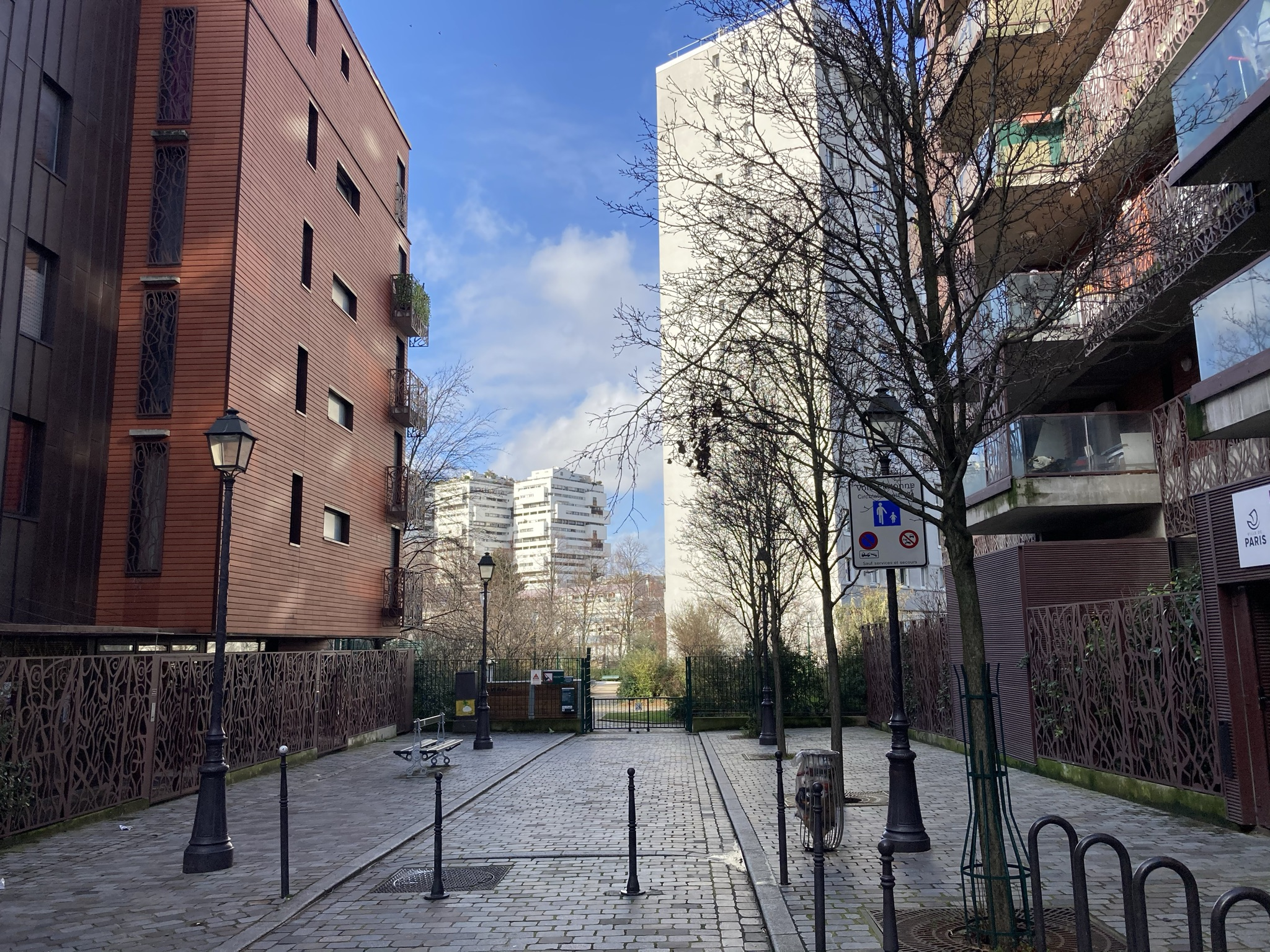
Vue du passage Stinville depuis la rue Montgallet.